# Bucket & Skinner's Epic Adventures
Bucket & Skinner's Epic Adventures is een Amerikaanse sitcom van Nickelodeon, die in 2011 voor het eerst werd uitgezonden. De serie is bedacht door Boyce Bugliari en Jamie McLaughlin. De hoofdrolspelers zijn Taylor Gray, Dillon Lane, Glenn McCuen, Ashley Argota en Tiffany Espensen.
Ashley Argota maakte bekend dat de serie is stopgezet.

## Afleveringen
| Seizoen | Afleveringen | Originele uitzendingen | Originele uitzendingen | Originele uitzendingen |
| Seizoen | Afleveringen | Seizoenspremiere       | Seizoensfinale         |                        |
| ------- | ------------ | ---------------------- | ---------------------- | ---------------------- |
| 1       | 26           | 1 juli 2011            | nog niet bekend        |                        |